# Kermis in de hel
Kermis in de hel is het 56ste album in de stripreeks De avonturen van Urbanus.

## Plot
Omdat Urbanus zijn vrouw Oktaviëtte en zijn dochter Urbaniëtteke niet genoeg mag zien in de hemel, doet God een voorstel: als Urbanus erin slaagt 14 dagen niet te zondigen, mag hij een week op bezoek komen in de hemel. Om hem in het oog te houden, komt God naar de aarde. Omdat Urbanus hem zo erg tergt dat hij er ziek van wordt, gaat God op vakantie naar het Andromedastelsel. Hiervan profiteren de duivels, die in het binnenste van de aarde wonen, om naar de hemel te komen en daar al de heiligen te ontvoeren naar de hel, met alle gevolgen van dien.

## Culturele verwijzingen & achtergronden
- De hoofdpersonages van de strip staan in het titelvak afgebeeld als figuren van andere stripreeksen, onder meer Kiekeboe, Suske en Wiske, Jommeke en Lucky Luke.
- In strook 15 is de "Frietania" neergestort op uitgeverij Loempia, de toenmalige uitgeverij van de urbanusstrips.
- In strook 17 meet God de zondigheidsgraad van Urbanus met een apparaatje en zegt: "Zijn zondigheidsgraad geeft 4,8 promille en er is maar 0,5 toegelaten!!" Dit verwijst naar het in België maximaal toegestane alcoholgehalte in het bloed bij deelname aan het verkeer.